# Cornélio da Conceição Gama

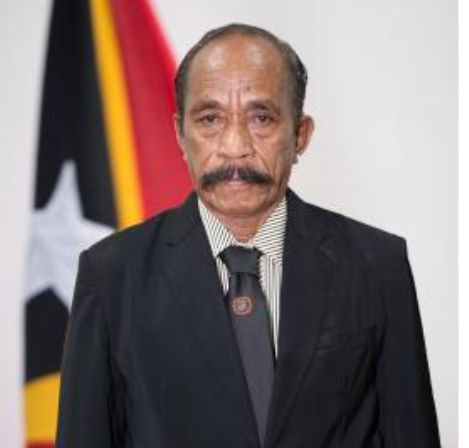
Cornélio da Conceição Gama

Cornélio da Conceição Gama (* 16. Juli 1945 in Saelari, Laga, Portugiesisch-Timor) ist ein osttimoresischer Politiker. Besser bekannt ist er unter seinem Kämpfernamen Eli Fohorai-Boot (Großer Python) oder L-Sete (Elle-Sette, L7), den er im Guerillakrieg gegen Indonesien erhielt.

## Familie
Der Großvater Leki Nana war lokaler Liurai und legendärer Krieger, der Magie nach der Philosophie des Luliks betrieb. Er kämpfte gegen die Japaner in der Schlacht um Timor und wurde der Legende nach sieben Mal enthauptet. Mit Hilfe des Luliks habe er sich jedes Mal wieder zurück ins Leben gebracht. Täglich wird zu ihm für eine gute Ernte gebetet und man opfert ihm Hunde.
Von Cornélio da Conceição Gamas drei Schwestern und drei Brüdern überlebte nur ein Bruder die Besatzungszeit (1975–1999). Dieser Bruder von L7, Paulino Gama (Kampfname: Mauk Moruk), versuchte als ein FALINTIL-Kommandant 1984 den Chef des militärischen Arms des osttimoresischen Widerstands Xanana Gusmão zu stürzen. Nach seiner Rückkehr nach Osttimor gründete er die paramilitärische Organisation Konseilu Revolusionariu Maubere (KRM, deutsch Revolutionärer Rat Maubere), die auch mit Cornélios Sagrada Família Verbindungen hatte. Im August 2015 starb Mauk Moruk bei einem Schusswechsel mit osttimoresischen Sicherheitskräften.

## Werdegang

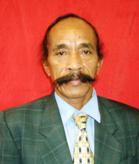
Cornélio da Conceição Gama (2007)

Gama besuchte die Schule bis zur 4. Klasse.
Er erhielt in der portugiesischen Kolonialarmee eine militärische Ausbildung. Mit Gründung der FALINTIL schloss Gama sich der Armee der FRETILIN an. Während der Zeit, als Indonesien das Land besetzt hielt, war Gama einer der bekanntesten Kommandanten der FALINTIL, zuständig für die Region Baucau. 1989 gründete er die Sagrada Familia, eine sektenähnliche Organisation, die sich zunächst am Widerstand gegen Indonesien beteiligte. Gama berichtete in einem Interview, ihm sei in den Bergen an der Ostspitze Timors am 25. Juli 1989 der hl. Josef erschienen. Josef habe ihn beauftragt zu sagen, dass die Menschen beten müssten, um den Sieg gegen die Indonesier zu erringen. Josef hätte ihm rote Bänder gegeben. Die Menschen sollten der „Heiligen Familie“ und dem katholischen Glauben beitreten. Bereits in seiner Zeit als FALINTIL-Kommandant predigte er eine Mischung aus traditionellem Glauben, Katholizismus und Verehrung gefallener FALINTIL-Helden, die angeblich noch in der Wildnis lebten. Man sprach Gama magische Fähigkeiten zu. Er könne sich unsichtbar machen oder in einen Baum verwandeln. Die Kugeln der Indonesier könnten seine Haut nicht durchdringen. Die Sagrada Família soll 5.000 Mitglieder haben und identifiziert sich in erster Linie mit dem Osten des Landes, Loro Sae. Außerdem soll Gama Mitglied der Kakalok (magische Gruppe) 7-7 (Seven-Seven) sein, die der Sagrada Família nahestehen soll. 7-7 ist auch in Glücksspiel und Erpressung verwickelt. Die Gruppe hat viele junge Mitglieder, erkennbar an auffälligen Narben. 7-7 tritt seit der Unabhängigkeit Osttimors als Martial-Arts-Club auf.
Im November 1998 führte er einen Angriff auf den Hauptquartier des indonesischen Subdistrikt-Territorialkommandos (Koramil) in Alas an, bei dem drei indonesische Soldaten und neun Kämpfer der FALINTIL ums Leben kamen. Der inhaftierte FALINTIL-Chef Xanana Gusmão hatte zuvor angesichts der laufenden Friedensgespräche zur Zurückhaltung aufgerufen. Die indonesische Armee reagierte mit einer Vergeltungsaktion in der Region Alas. Als 1999 die Kämpfer der Rebellen durch die Vereinten Nationen in Camps gesammelt wurden, verließ Gama das Lager zusammen mit einigen Getreuen. Es waren die Folgen von Frustration und Hilflosigkeit, die zu der Entscheidung geführt hatten. Dazu kamen die schlechte Versorgungslage und Krankheiten im Camp.
Gama erkannte die Legitimität der ersten Regierung des unabhängigen Osttimors unter der FRETILIN nicht an und sprach in dieser Zeit von der Möglichkeit eines neuen Bürgerkrieges. 2001 rief er seine Anhänger in Baucau zusammen, um die Rückkehr des 1979 gefallenen Unabhängigkeitshelden Vicente Sa'he dos Reis zu erwarten. Tausende Mitglieder von Sagrada Família versammelten sich an dem genannten Tag, ohne dass die Vorhersage sich erfüllte. Am 20. Juli 2004 soll bei einer Demonstration in der Hauptstadt Dili gegen den damaligen Premierminister Marí Alkatiri auf Gama geschossen worden sein. Die Kugeln trafen nach Angaben von Gama einen Mann neben ihm. Gama versteckte sich daraufhin erst in Dili und dann in seiner Heimatgemeinde Baucau. Am 24. August kehrte Gama mit 1.000 Anhängern umjubelt in die Hauptstadt zurück und übergab dem Staatspräsidenten Xanana Gusmão eine Petition, in der Veteranen und Soldaten eine Restrukturierung der Staatsorgane forderten. Die anwesenden Alkatiri und einige seiner Minister wurden vom Publikum ausgebuht.
Die Sagrada Familia war in die Unruhen in Osttimor 2006 verwickelt. Ihr werden mehrere Gewalttaten nachgesagt.

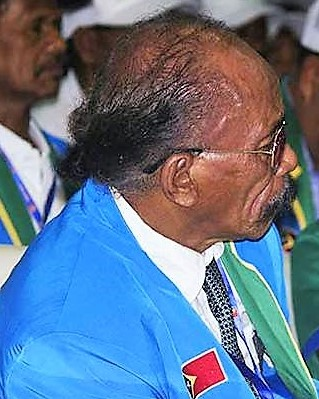
L7 auf dem ersten Nationalkongress der PLP (2017)

2005 gründete Gama die Partei União Nacional Democrática de Resistência Timorense UNDERTIM (Demokratische Nationalunion des timoresischen Widerstands) und wurde ihr erster Vorsitzender. Die Partei richtete sich vor allem an die Unzufriedenen im Lande und gegen die ehemalige führende Widerstandspartei FRETILIN. Daher unterstützten Gama und UNDERTIM den damaligen Staatspräsidenten José Ramos-Horta bei seinem Wahlkampf und strebten nach den Parlamentswahlen vom 30. Juni 2007 eine Regierung der Nationalen Einheit an. Gama wurde einer von zwei Abgeordneten der UNDERTIM im Nationalparlament Osttimors und Mitglied der Kommission für konstitutionelle Angelegenheiten, Justiz, Öffentliche Verwaltung, lokale Rechtsprechung und Gesetzgebung der Regierung (Kommission A) und der Kommission für Außenangelegenheiten, Verteidigung und Nationale Sicherheit (Kommission B). Bei den Neuwahlen 2012 scheiterte die UNDERTIM an der Drei-Prozent-Hürde und flog aus dem Parlament.
Gama wurde in der Führungsebene des KRM seines Bruders aktiv. Am 3. März 2014 beschloss das Nationalparlament eine Resolution, die die Polizei anordnete, gegen Aktivitäten des KRM vorzugehen. Nach Beratungen der Führungsspitze erklärte Gama, der KRM sei dazu bereit, mit den Behörden zu kooperieren, auch wenn „ganz Dili brennen würde“, wenn er das wünscht. Mauk Moruk wurde daraufhin festgenommen, Gama kam unter Hausarrest. Später wurden beide wieder freigelassen.
2015 offenbarte sich eine Spaltung innerhalb der UNDERTIM. Gama und weitere führende Mitglieder verließen die UNDERTIM und schlossen sich der neugegründeten Partidu Libertasaun Popular (PLP) an. 2017 wurde Gama von Staatspräsident Francisco Guterres in den Sicherheitsrat Osttimors berufen, dem er bis 2018 angehörte.
Bei den vorgezogenen Neuwahlen 2018 zog Gama auf Listenplatz 13 der Aliança para Mudança e Progresso (AMP), zu der auch die PLP gehört, in das Nationalparlament ein. Hier war er Fraktionschef der PLP und Vizepräsident der Kommission für Außenangelegenheiten, Verteidigung und nationale Sicherheit (Kommission B). Für die Parlamentswahlen in Osttimor am 21. Mai 2023 erklärte Gama am 3. April seinen Rücktritt als Abgeordneter der PLP und kündigte nun an, die FRETILIN im Wahlkampf zu unterstützen. Allerdings trat Gama nicht als Kandidat an.

## Auszeichnungen

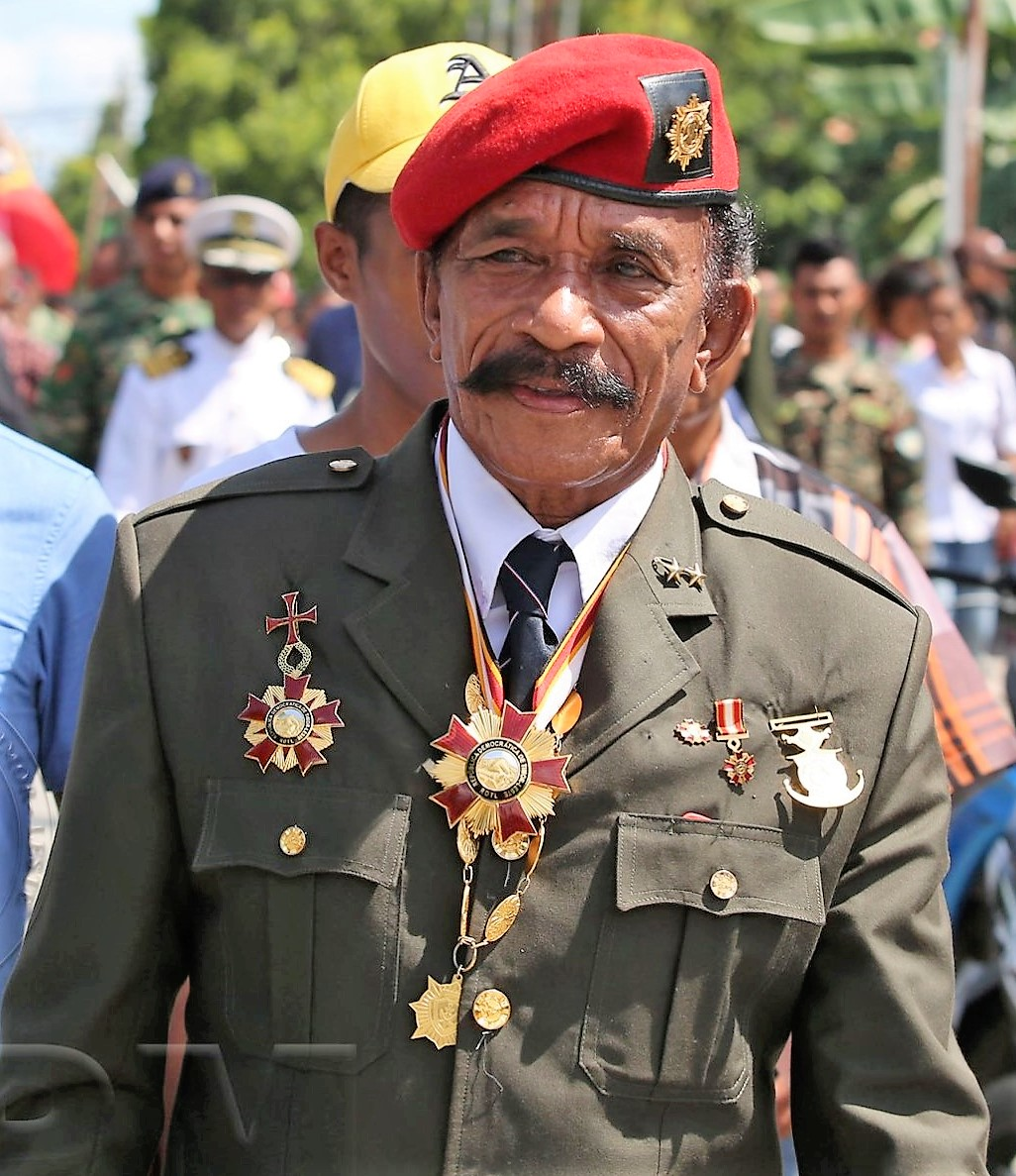
Gama beim Veteranentag 2020

- Ordem da Guerrilha (2006)
- Ordem de Timor-Leste (2018)[16]

## Sonstiges
Gama fehlen an der linken Hand mehrere Finger.